# 周德海
周德海（？—），男，中华人民共和国政治人物，曾任中共内蒙古自治区党委常委、宣传部部长，内蒙古自治区人民政府常务副主席，内蒙古自治区人大常委会副主任。